# Sintech
Sintech ist eine deutsche Metal-Band aus Coburg. Der Musikstil lässt sich am ehesten dem Dark Metal zuordnen; die Band selbst beschreibt ihn als Sinthetic Death Metal.

## Geschichte

### 2000–2003 Bandgründung und erstes Demo
Sintech wurde im Mai 2000 unter dem Namen „Black Widow“ von Timo „Sproc“ S., Michael „Mike“ K., Christian „Chris“ L. und Johannes Johannes „Sir J.“ K. als Symphnic-Black-Metal/Gothic-Metal-Band gegründet. Die ersten zwei Jahre waren von diversen Sängerwechseln geprägt, bis „Sproc“ ab Herbst 2002 zusätzlich zum Bassspiel den Gesang übernahm. In dieser Besetzung wurde im September 2003 das erste Demo, At the Gates of the Apocalyptic Mysteria, aufgenommen und kurz darauf veröffentlicht. Der erste größere Auftritt fand nach mehreren lokalen Konzerten Ende 2003 auf dem Demons From Hell-Festival zusammen mit Suidakra, disbelief und Final Breath statt.

### 2004–2008 Debütalbum, zweites Studioalbum und Auflösung
Durch das Demo aufmerksam geworden, stieg 2004 mit Patrick „Zasch“ Z. ein zweiter Gitarrist bei Sintech ein. Im Zuge des nun vollständigen Line-ups benannte sich die Band in „Sintech“ um und nahm kurz darauf die Promo-CD Sintech Promo CD auf, die als Werbung für das im September 2005 veröffentlichte Debütalbum Silence diente. Nach der Veröffentlichung von Silence entschied „Sir J.“ sich, die Band zum Februar 2006 aus persönlichen und beruflichen Gründen zu verlassen und wurde kurz darauf von Sebastian „Becks“ B. als neuer Schlagzeuger ersetzt.
Im Oktober 2006 trat die Band erstmals auf dem Way of Darkness Festival auf. Das zweite Studioalbum, Sick Perverted Sins, erschien am 8. Dezember desselben Jahres. Im Frühjahr 2007 entschied sich Frontmann „Sproc“, sich fortan nur noch auf den Gesang konzentrieren zu wollen, weshalb die Band begann, einen neuen Live-Bassisten zu suchen. Im Spätsommer 2007 stieg Keyboarder „Chris“ bei Sintech aus persönlichen Gründen aus. Kurz darauf, im Oktober 2007 wurde aus der Band mit dem Einstieg von „Horg“ als Bassisten wieder ein Quintett. „Chris“ wurde nicht ersetzt, stattdessen übernahm Schwämmlein das Programming. Dennoch kamen in der Folgezeit die Bandaktivitäten, insbesondere durch den Einstieg von „Sproc“ und „Zasch“ zu Varg, Stück für Stück nahezu gänzlich zum Erliegen.

### 2010–2012 Plattenvertrag und nationaler Durchbruch
Anlässlich des zehnjährigen Bandjubiläums fanden sich die Musiker wieder zusammen und unterzeichneten im Februar 2010 einen Plattenvertrag mit dem deutschen Label Blacksmith Records. Im Mai desselben Jahres fand auch ein Jubiläumskonzert statt. Das aktuelle Album, Schlampenfeuer wurde in den Labeleigenen Blacksmith Studios aufgenommen und am 2. Dezember 2011 veröffentlicht. Als Gastsänger unterstützten dabei Thomas Gurrath von Debauchery und der Berliner Chor Stimmgewalt die Band. Als erster größerer Auftritt nach der inaktiven Phase eröffnete die Band am 31. März 2012 das Paganfest in Geiselwind. In der Festivalsaison 2012 tourte die Band zusammen mit Eisregen auf deren Rostrot-Tour und trat auf dem In Flammen Festival, dem Wolfszeit Metal Open Air und dem Fimbul Festival auf.

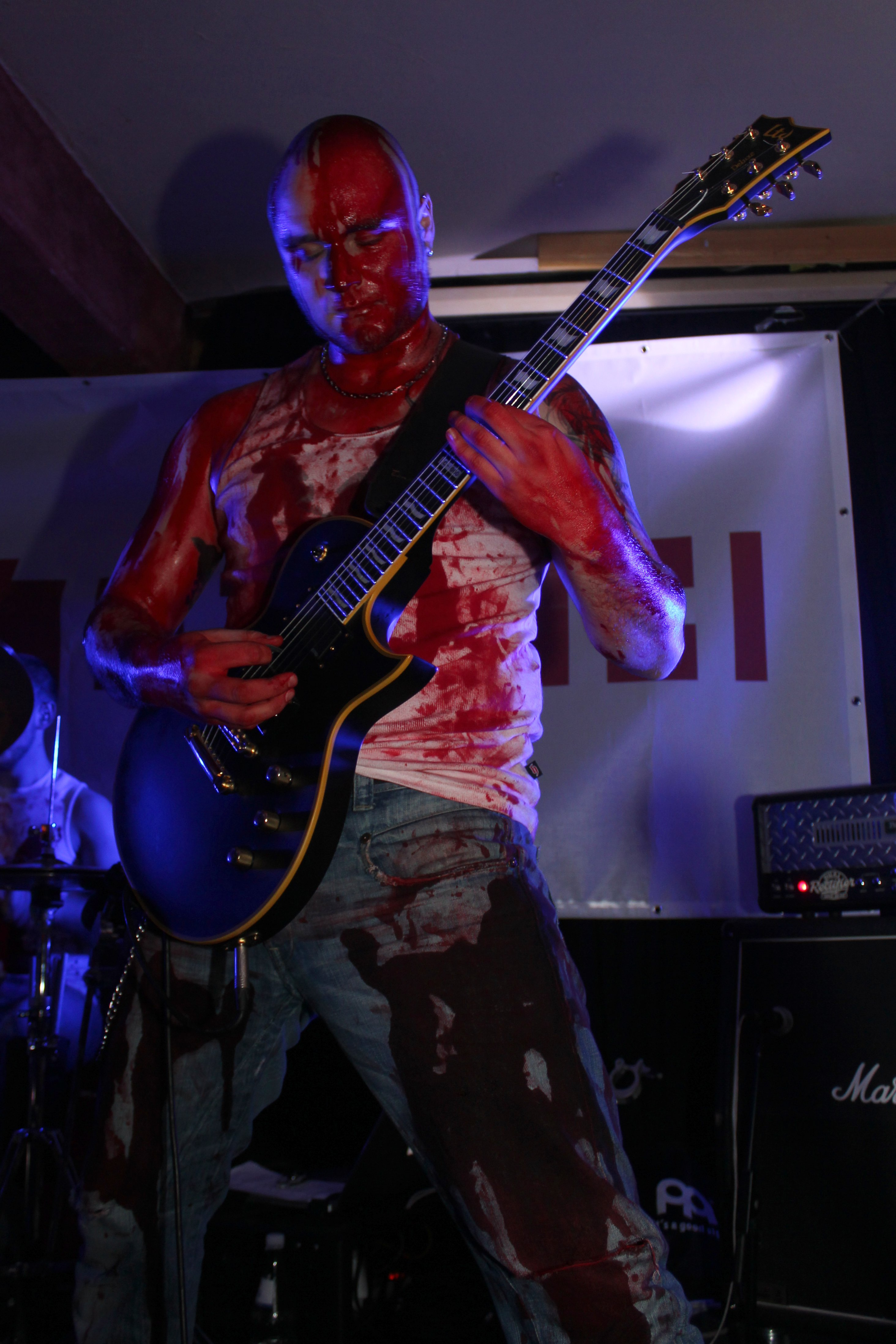
Gitarrist „Zasch“ live bei der Schlampenfeuer-Release-Party am 2. Dezember 2011
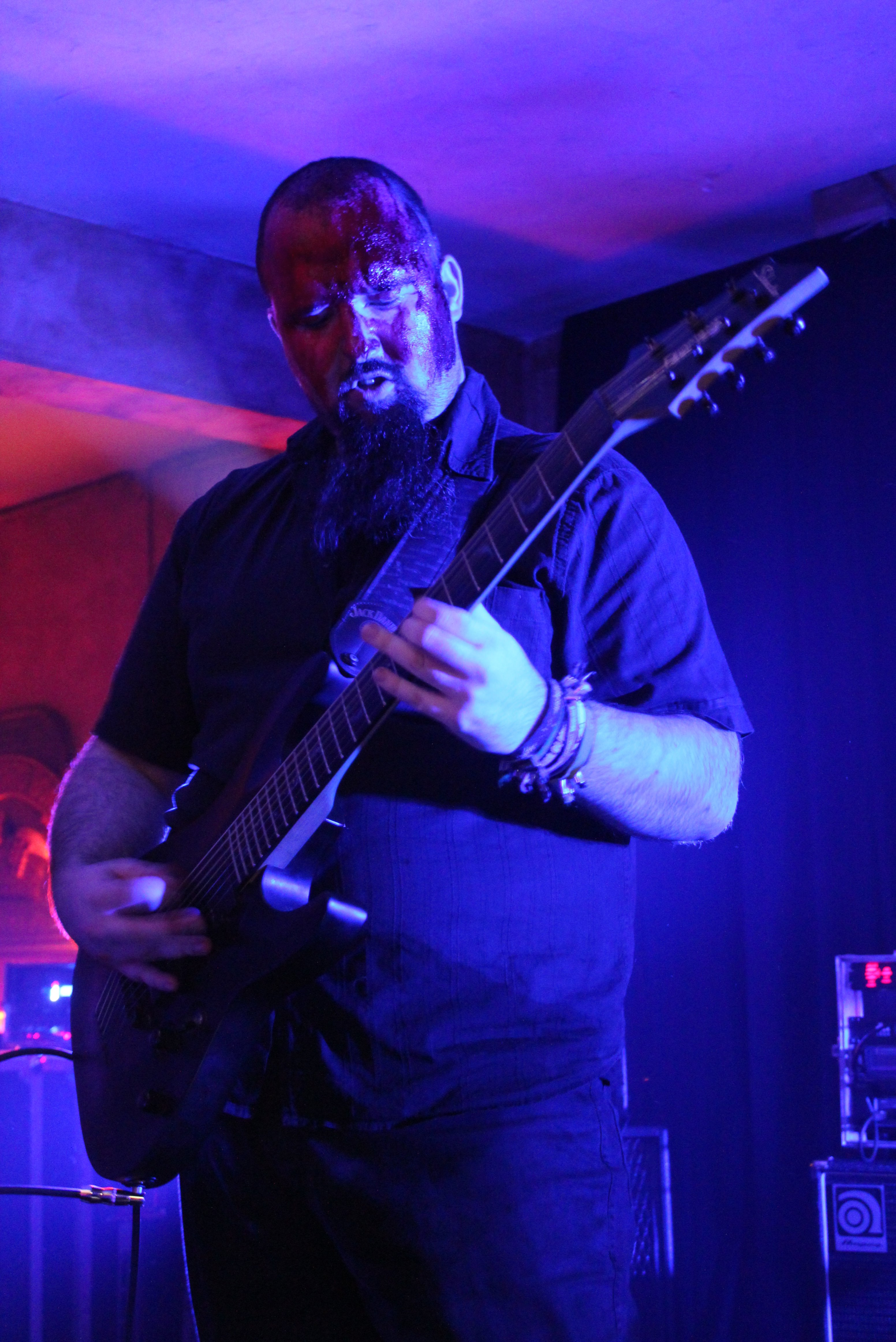
Gitarrist „Mike“ live bei der Schlampenfeuer-Release-Party am 2. Dezember 2011
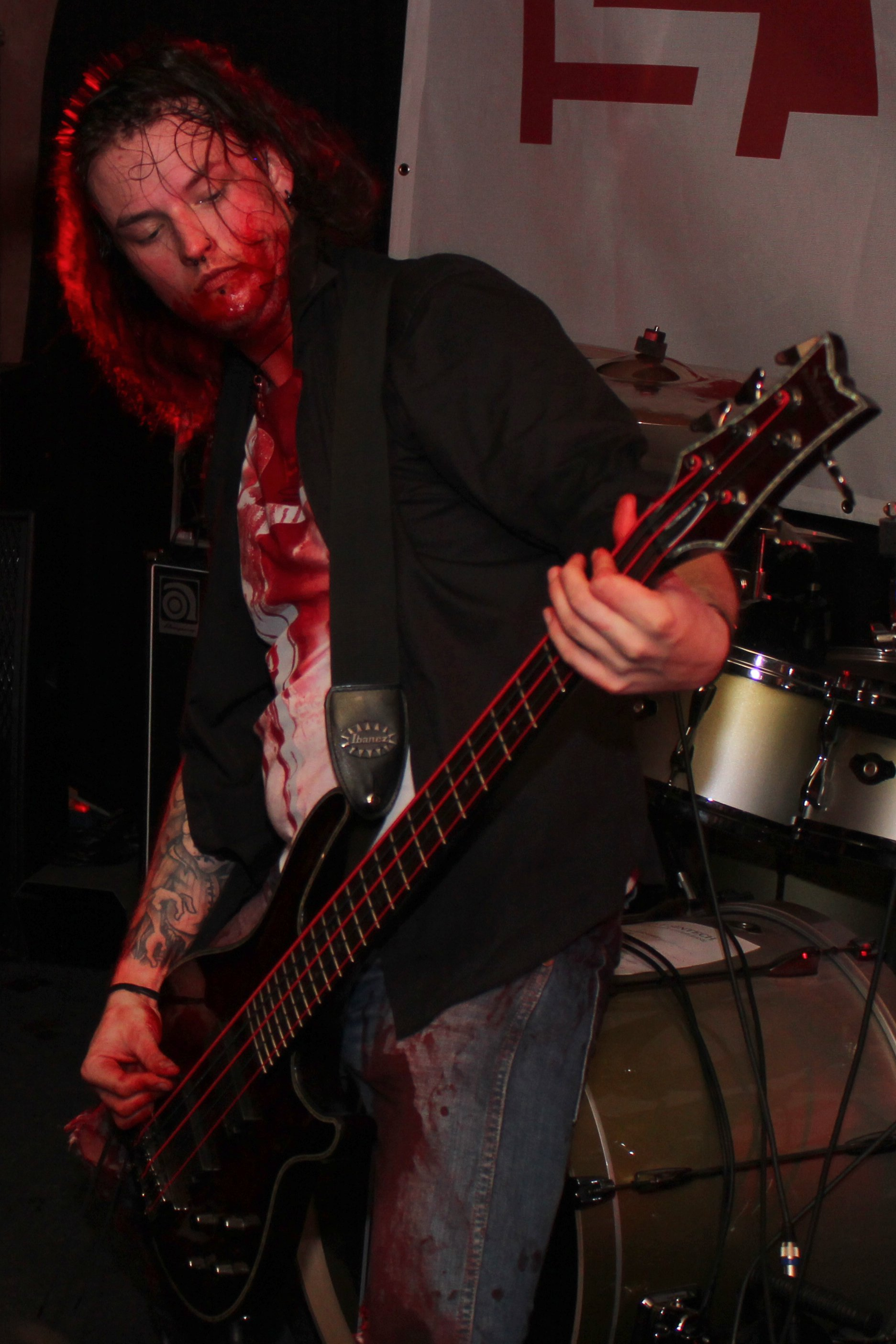
Sänger und Bassist „Sproc“ live bei der Schlampenfeuer-Release-Party am 2. Dezember 2011
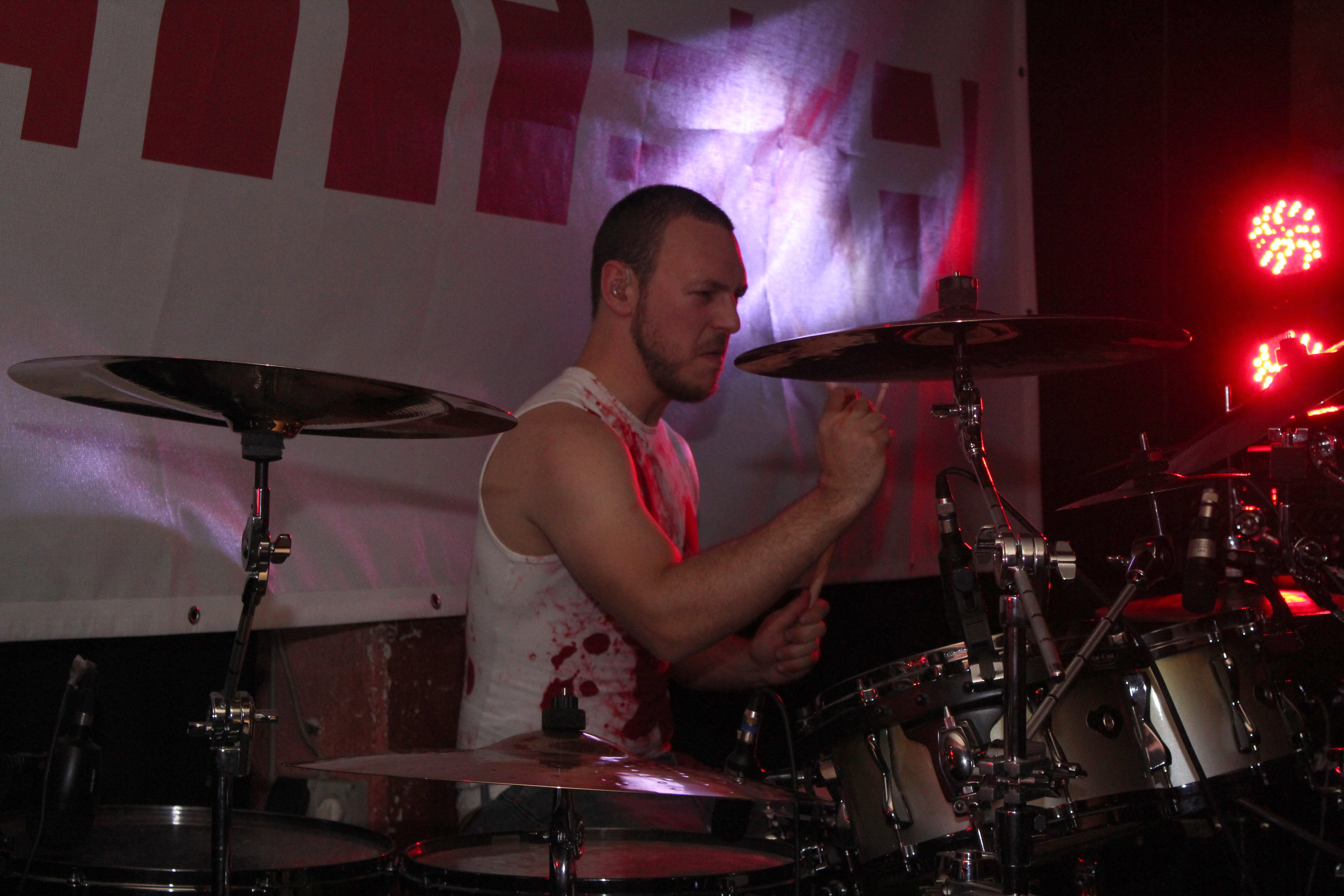
Schlagzeuger „Becks“ live bei der Schlampenfeuer-Release-Party am 2. Dezember 2011

## Stil
Sintech begann als Symphonic-Black-Metal-Band. Verglichen wird die Musik der Anfangstage u. a. mit Dimmu Borgir. Bereits auf dem Debütalbum treten diese Elemente etwas in den Hintergrund und die Kompositionen sind stärker von Death-Metal-, Gothic- und Industrial-Metal-Einflüssen geprägt. Das zweite Album, Sick Perverted Sins ist von Death- und Black-Metal-Kompositionen geprägt; die Industrial-Einflüsse wichen Elementen des Ambients. Auch änderte sich das lyrische Konzept von Fiktion hin zu emotionaleren, persönlicheren Texten.
Das aktuelle Studioalbum, Schlampenfeuer, wird in vielen Reviews dem Dark Metal zugeordnet, oder den Verwandten Spielarten Death- und Black-Metal. Kritisiert werden gelegentlich die provokanten und teils plakativen Texte des Albums. Abgesehen von den Texten bezeichnete das Webzine Powermetal.de Schlampenfeuer als „[...]definitiv über jeden Zweifel erhaben“.

## Diskografie

### Demos und Promos
- 2003: At the Gates of the Apocalyptic Mysteria
- 2004: Sintech Promo CD

### Studioalben
- 2005: Silence (Eigenveröffentlichung)
- 2006: Sick Perverted Sins (Eigenveröffentlichung)
- 2011: Schlampenfeuer (Blacksmith Records)